# Andrzej Babuchowski
Andrzej Kryspin Babuchowski (ur. 25 października 1949 w Andrychowie) – polski biotechnolog i nauczyciel akademicki, profesor nauk rolnych, w latach 2006–2007 wiceminister rolnictwa.

## Życiorys
Ukończył w 1973 studia z zakresu technologii żywności w Wyższej Szkole Rolniczej w Olsztynie. W 1976 na Akademii Rolniczo-Technicznej obronił doktorat, a w 1996 na tej samej uczelni habilitację. W 2003 otrzymał tytuł profesora nauk rolniczych. W 1976 został pracownikiem naukowym ART, następnie Uniwersytetu Warmińsko-Mazurskiego w Olsztynie. W 1998 objął stanowisko profesorskie, do 2007 kierował Katedrą Mikrobiologii Przemysłowej i Żywności
W latach 70. podjął pracę w przedsiębiorstwach mleczarskich. W 2001 był wiceprezesem Agencji Restrukturyzacji i Modernizacji Rolnictwa. Następnie pełnił funkcję doradcy prezesa tej agencji. W 2004 zajmował stanowisko dyrektora departamentu zajmującego się funduszami Strukturalnymi.
Od 3 marca 2006 do 8 maja 2006 pełnił funkcję sekretarza stanu w Ministerstwie Rolnictwa i Rozwoju Wsi, następnie do 31 stycznia 2007 był podsekretarzem stanu w tym resorcie.
Otrzymał Brązowy (1995) i Złoty (2005) Krzyż Zasługi.